# Celai West
Celai West (sinh ngày 28 tháng 3 năm 2008) là một người mẫu thời trang tuổi teen người Mỹ gốc Phi, người khuyến khích để tóc tự nhiên. Khi cô tròn 8 tuổi, cô đã trở thành người mẫu trẻ nhất từng bước đi trong một chương trình Tuần lễ Thời trang New York dành cho người lớn.

## Đầu đời và giáo dục
West sinh năm 2008 tại Sacramento, California và là con út trong gia đình có sáu người con. Cô đến trường trung bình năm ngày trong một năm làm người mẫu, và hy vọng sẽ theo học Đại học Howard.
West có buổi chụp ảnh đầu tiên khi cô được ba tuổi sau khi cha mẹ cô được một nhiếp ảnh gia tiếp cận tại sân trượt băng ở địa phương.

## Sự nghiệp
West được mời kì một hợp đồng làm người mẫu khi mới 4 tuổi nhưng bố mẹ cô không ký. Một lời đề nghị khác được đưa ra khi cô lên năm và vì cuối cùng cô đã có thể truyền đạt tình yêu của mình với người mẫu, cha mẹ cô đã ký hợp đồng.
Khi lên bảy tuổi, cô đã thành lập một doanh nghiệp có tên là 'The Chatty Chick', bán áo phông với khẩu hiệu khuyến khích trẻ em và người lớn yêu bản thân mình.
Vào tháng 9 năm 2016, khi cô lên 8 tuổi, cô trở thành người mẫu trẻ nhất từng bước trong một chương trình Tuần lễ Thời trang New York dành cho người lớn. Cô tự học cách đi catwalk nhưng được huấn luyện về các nghi thức trên sàn diễn và cách tạo dáng.
Năm 2017, cô làm người mẫu tại Tuần lễ Thời trang Phong cách được tổ chức tại Trung tâm Thiết kế Thái Bình Dương ở Beverly Hills.
Vào năm 2018, West bắt đầu huấn luyện những người khác trong lĩnh vực người mẫu. Cô đã mở lớp học 'Curls, Catwalk và sự tự tin' ở London, với tư cách là gương mặt đại diện cho Ngày Afro thế giới vào ngày 13 tháng 9 năm 2019.
Cô xuất hiện trong hai cuốn sách năm 2018 của Eartha Watts Hicks: Everyday Student Journal to Success: Featuring Celai West ISBN 978-1724984401 và Everyday Excellence Student Planner: Featuring Celai West ISBN 978-0991489299. Vào năm 2019, sau khi nhận được rất nhiều câu hỏi từ các bậc cha mẹ hỏi làm thế nào để đưa con họ vào đường băng, West và mẹ cô đã đồng viết hai cuốn sách điện tử, Hướng dẫn của cha mẹ về đường băng cho trẻ em và Hướng dẫn của cha mẹ về đường chạy cho trẻ em cho Brown Girls.  
Cô đã xuất hiện trong quảng cáo, một video ca nhạc và được chọn đóng trong bốn bộ phim ngắn.
Mẹ của West, Linda Ligons-West quản lý tài khoản Instagram của cô ấy, có 211.000 người theo dõi.